# Třída Rauma
Třída Rauma je třída raketových člunů finského námořnictva. Celkem byly postaveny čtyři jednotky této třídy. Do služby byly přijaty v letech 1990–1992.

## Pozadí vzniku
Postaveny byly celkem čtyři jednotky této třídy, pojmenované Rauma (70), Raahe (71), Porvoo (72) a Naantali (73). Do služby vstoupily v letech 1990–1992.
Jednotky třídy Rauma:
| Jméno         | Spuštěna | Vstup do služby | Status  |
| ------------- | -------- | --------------- | ------- |
| Rauma (70)    | 1989     | 18. října 1990  | aktivní |
| Raahe (71)    | 1990     | 20. srpna 1991  | aktivní |
| Porvoo (72)   | 1991     | 27. dubna 1992  | aktivní |
| Naantali (73) | 1992     | 23. června 1992 | aktivní |

## Konstrukce

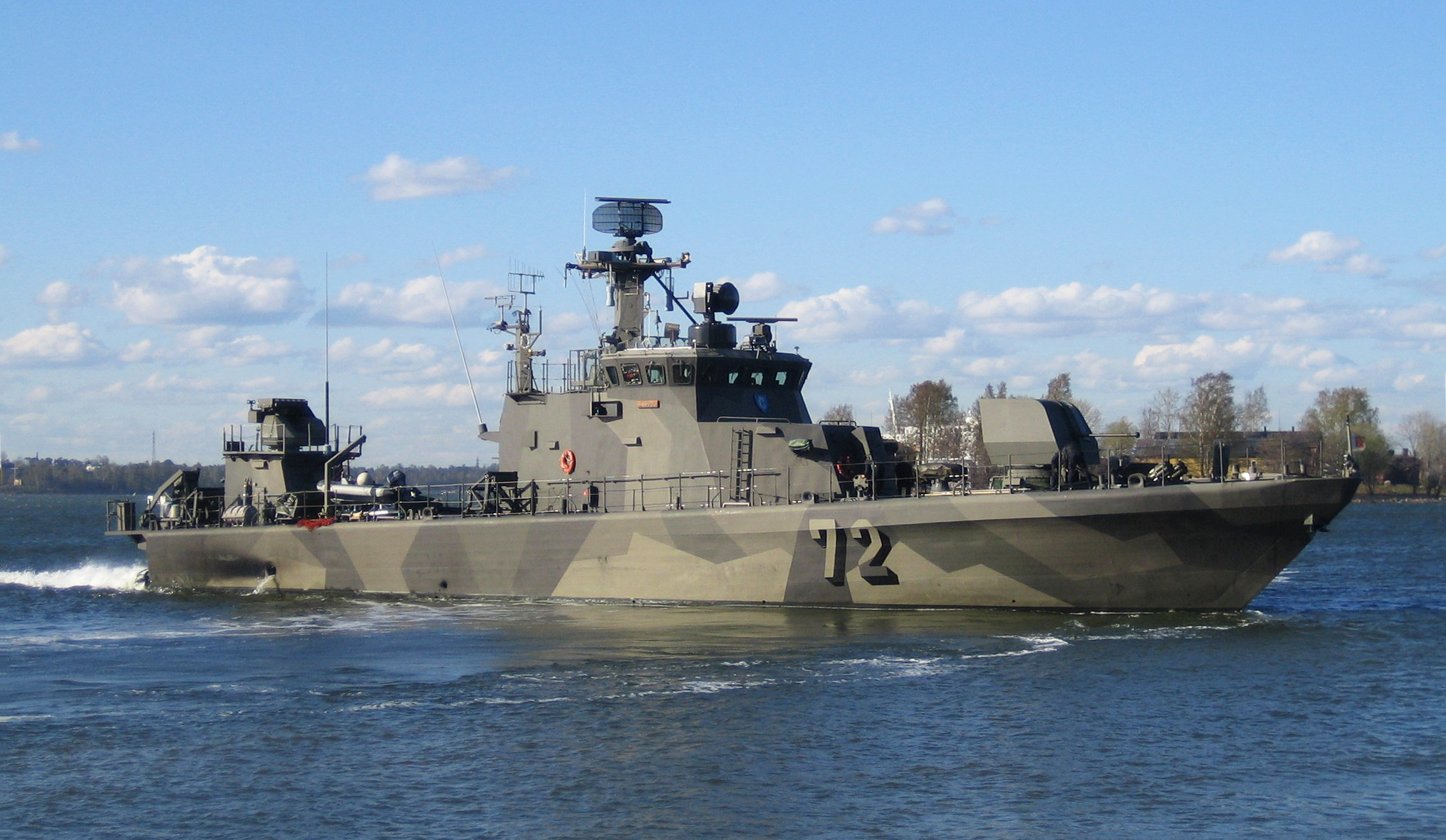
Porvoo (72)

Hlavňovou výzbroj člunů tvoří jeden 40mm kanón Bofors v dělové věži na přídi a dva 12,7mm kulomety. Hlavní údernou výzbroj představuje šest švédských protilodních střel RBS-15 s dosahem přes 100 km. K obraně proti letadlům lodě nesou šestinásobné vypouštěcí zařízení protiletadlových řízených střel krátkého dosahu Mistral. Pro napadání ponorek jsou na palubě čtyři devítihlavňové vrhače hlubinných pum Saab ELMA. Pohonný systém tvoří dva diesely. Maximální rychlost dosahuje 30 uzlů.
V letech 2010–2013 byly všechny čtyři jednotky modernizovány. Dostaly například nový bojový řídící systém 9LV Mk4 (namísto verze Mk3), sonar s měnitelnou hloubkou ponoru Simrad ST2400, vrhače klamných cílů Rheinmetall MASS a navigační radar Furuno. Radar Sea Giraffe a systém řízení palby 9LV225 byly modernizovány. Demontovány byly naopak řízené střely Mistral.